# بلیسیما
بلیسیما (انگلیسی: Bellissima) یک فیلم در ژانر درام و کمدی-درام به کارگردانی لوکینو ویسکونتی است که در سال ۱۹۵۱ منتشر شد. بلیسیما فیلمی طنزآمیز درباره تلاش‌های بیهوده مادری جوان برای نشان دادن راه موفقیت به دختر کوچکش و واردکردن او به عالم سینما است. مادلینا که مجبور شده است از آرزوهای پنهان و خرده بورژوای خود دست بردارد، تلاش می‌کند آرزوهای خود در مورد ستاره شدن در سینما را از طریق دخترش محقق کند. بلیسیما در فضایی متفاوت از فیلم زمین می‌لرزد ساخته شده است. ویسکونتی با ساخت این فیلم در دهه پنجاه، از مسیر نئورالیستی آثار خود فاصله گرفت.
این فیلم در ایران با نام زیباترین هم شناخته می‌شود.

## داستان
مادلینا مادری سرسخت از طبقه کارگر در رم است که دختر خردسال خود را به استودیو چینه‌چیتا می‌برد تا در تست بازیگری فیلم جدیدی از آلساندرو بلازتی شرکت کند. تلاش‌های مادالنا برای تعریف از استعداد دخترش به طور فزاینده‌ای دیوانه‌کننده می‌شود.

## بازیگران
- آنا مانیانی
- والتر کیاری
- تکلا اسکارانو
- نورا ریچی
- لیندا سینی
- آلساندرو بلازتی
- آنتون جولیو براگالیا
- لوئیجی فیلیپو دامیکو
- لولا براچینی
- آمالیا پلگرینی
- آرتورو براگالیا
- لیلیانا مانچینی